# (32165) 2000 NY5
2000 NY5 (asteroide 32165) é um asteroide da cintura principal. Possui uma excentricidade de 0.21162030 e uma inclinação de 8.02897º.
Este asteroide foi descoberto no dia 9 de julho de 2000 por Graham E. Bell em Eskridge.